# Milotice nad Bečvou
Milotice nad Bečvou é uma comuna checa localizada na região de Olomouc, distrito de Přerov.